# Pasquale de Luca
Pasquale de Luca (Edmonton, Alberta, 1962. május 26. – ) kanadai válogatott labdarúgó. 

## Pályafutása

### Klubcsapatban
Edmontonban, Albertában született. 1980 és 1982 között az Edmonton Drillers játékosa volt. 1982 és 1984 között a Toronto Blizzard csapatát erősítette. 1985-től 1988-ig az amerikai Cleveland Force együttesében játszott. 1986 és 1987 között az Edmonton Brick Men csapatának volt a tagja.

### A válogatottban
1981 és 1991 között 34 alkalommal szerepelt a kanadai válogatottban és 5 gólt szerzett. Részt vett az 1984. évi nyári olimpiai játékokon és tagja volt az 1985-ös CONCACAF-bajnokságon aranyérmet szerző csapatnak. Részt vett az 1986-as világbajnokságon, de egyetlen mérkőzésen sem lépett pályára. Játszott az 1991-es CONCACAF-aranykupán is.

## Sikerei, díjai
Kanada
- CONCACAF-bajnokság győztes (1): 1985